# 目系
目系，也称为称眼系，属中医学术语, 指眼球后方与脑相连系的组织。中医认为“肝开窍于目，目系置于脑，肝肾之精血上注于目而能视”，西医认为目系主要指的是视神经及球后血管等的现代解剖学范畴，它的急慢性病变于视力疾病有直接的联系。
中国古代医学书籍《灵枢》中，对目系有详细的定义。